# K.A. Jensen
Kai Arne Jensen (27. marts 1908 i København – 15. maj 1992) var en af 1900-tallets største danske kemikere.

## Eksterne links og henvisninger
- K.A. JENSEN – EN POLYHISTOR I DANSK KEMI. dansk kemi
- K. A. Jensen − en dansk kemiker. Sproget som Redskab Arkiveret 2. februar 2017 hos  Wayback Machine